# Schule der Militärstrategen
Die Schule der Militärstrategen (chinesisch 兵家, Pinyin bīngjiā), auch Militärschule u. a., war eine in der Frühlings- und Herbstperiode bis zur frühen Westlichen Han-Dynastie aktive Schule in der alten chinesischen Philosophie. Sie engagierte  sich hauptsächlich in militärischen Aktivitäten und dem Studium militärischer Grundsätze und Theorien. Zu den Vertretern der Schule zählen Sun Wu (Sunzi), Sima Rangju aus der Frühlings- und Herbstperiode, Sun Bin, Wu Qi, Wei Liao und Bai Qi aus der Zeit der Streitenden Reiche, und Zhang Liang und Han Xin aus der frühen Westlichen Han-Dynastie.
Zu ihren Hauptwerken zählen Sunzis Kunst des Krieges (Sunzi bingfa 孫子兵法), Wuzi (Wuzi 吳子) und Sun Bin über die Kriegskunst (Sun Bin bingfa 孙膑兵法).
In der Kategorie der Meister und Philosophen (zibu 子部), der dritten der vier traditionellen Kategorien (sibu 四部) in die die chinesische Literatur unterteilt wurde, steht diese Schule im Siku quanshu (四庫全書) an zweiter Stelle (gleich nach der Konfuzianischen Schule).